# 雷陶洛普
雷陶洛普，是匈牙利杰尔-莫雄-肖普朗州所辖的一个村。总面积13.20平方公里，总人口563，人口密度42.7人/平方公里（2011年1月1日）。